# Long County
Das Long County ist ein County im US-Bundesstaat Georgia der Vereinigten Staaten. Der Verwaltungssitz (County Seat) ist Ludowici, das nach den Ludowici Roof Tile-Ziegelwerken und dem deutschen Einwanderer Carl Ludowici benannt wurde, der grundlegende Arbeit zum Aufbau des High-School-Systems in Amerika leistete.

## Geographie
Das County liegt im Südosten von Georgia, etwa 50 km vor dem Atlantik und hat eine Fläche von 1045 Quadratkilometern, wovon sieben Quadratkilometer Wasseroberfläche sind, und grenzt im Uhrzeigersinn an folgende Countys: Liberty County, McIntosh County, Wayne County und Tattnall County.
Das County ist Teil der Metropolregion Hinesville.

## Geschichte

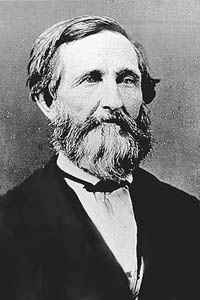
Crawford W. Long

Long County wurde am 14. August 1920 als 157. County von Georgia aus Teilen des Liberty County gebildet. Benannt wurde es nach Dr. Crawford W. Long einem Pionier der Anästhesie und der modernen angewandten Medizin.

## Demografische Daten
Laut der Volkszählung von 2010 verteilten sich die damaligen 14.464 Einwohner auf 5.023 bewohnte Haushalte, was einen Schnitt von 2,81 Personen pro Haushalt ergibt. Insgesamt bestehen 6.039 Haushalte.
72,7 % der Haushalte waren Familienhaushalte (bestehend aus verheirateten Paaren mit oder ohne Nachkommen bzw. einem Elternteil mit Nachkomme) mit einer durchschnittlichen Größe von 3,28 Personen. In 44,2 % aller Haushalte lebten Kinder unter 18 Jahren sowie in 15,2 % aller Haushalte Personen mit mindestens 65 Jahren.
33,5 % der Bevölkerung waren jünger als 20 Jahre, 30,4 % waren 20 bis 39 Jahre alt, 25,0 % waren 40 bis 59 Jahre alt und 11,2 % waren mindestens 60 Jahre alt. Das mittlere Alter betrug 31 Jahre. 49,5 % der Bevölkerung waren männlich und 50,5 % weiblich.
62,4 % der Bevölkerung bezeichneten sich als Weiße, 25,2 % als Afroamerikaner, 0,6 % als Indianer und 0,8 % als Asian Americans. 7,6 % gaben die Angehörigkeit zu einer anderen Ethnie und 3,4 % zu mehreren Ethnien an. 12,3 % der Bevölkerung bestand aus Hispanics oder Latinos.
Das durchschnittliche Jahreseinkommen pro Haushalt lag bei 50.848 USD, dabei lebten 16,2 % der Bevölkerung unter der Armutsgrenze.

## Kultur und Sehenswürdigkeiten

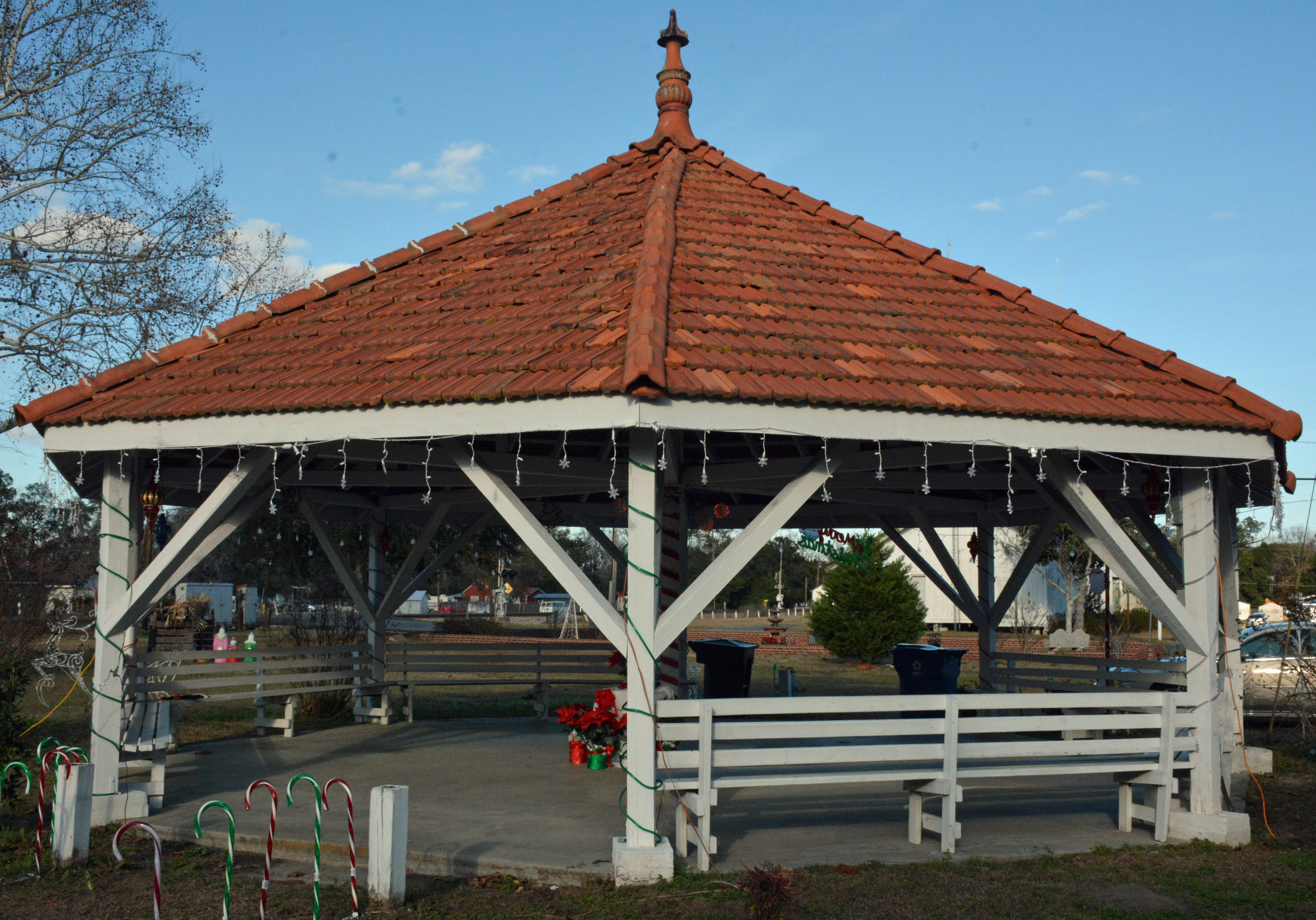
Ludowici Well Pavilion (2014). Der Pavillon entstand 1907 im Ortszentrum und enthielt einen Trinkwasserbrunnen. Er hat einen achteckigen Grundriss und wurde 1958 sowie 1983 renoviert. Im September 1984 wurde der Ludowici Well Pavilion als zweites Objekt des County in das NRHP eingetragen.

Drei Bauwerke im Long County sind im National Register of Historic Places („Nationales Verzeichnis historischer Orte“; NRHP) eingetragen (Stand 13. Februar 2024), neben dem Courthouse sind dies das Ludowici Well Pavilion und die Walthourville Presbyterian Church.

## Orte im Long County
Orte im Long County mit Einwohnerzahlen der Volkszählung von 2010:
City:
- Ludowici (County Seat) – 1703 Einwohner